# Eischnee

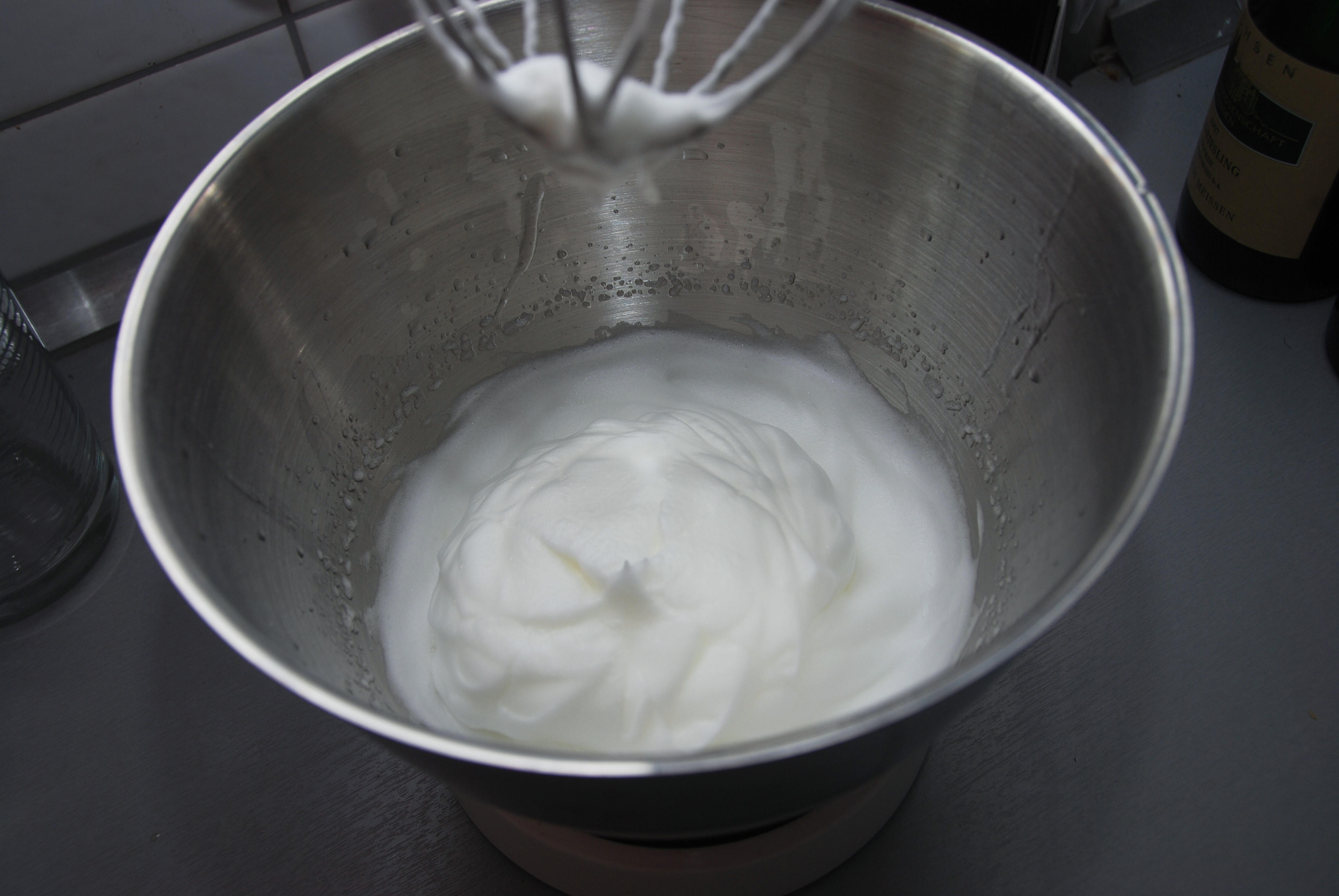
Frisch geschlagener Eischnee vor der Zuckerzugabe

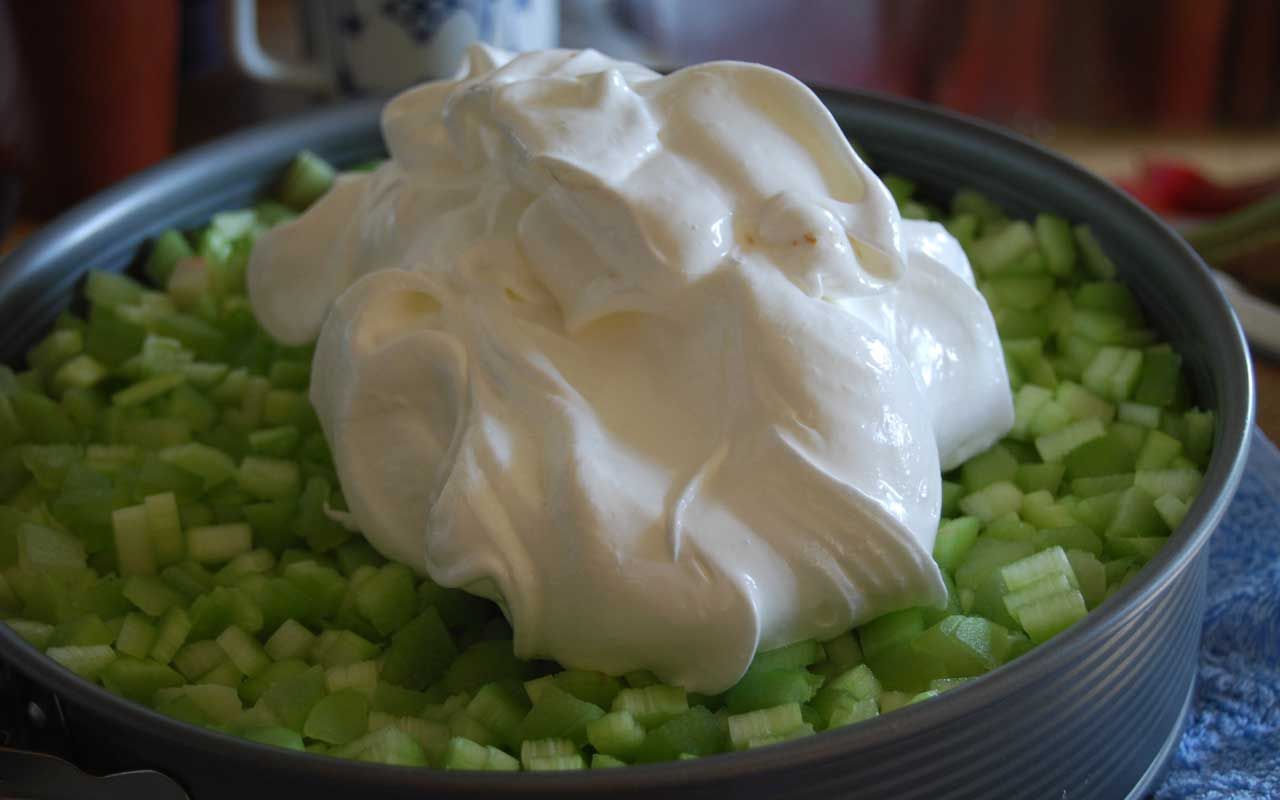
Steifer Eischnee auf Rhabarberkuchen.

Eischnee, auch Eiweißschnee, ist eine schaumige Masse, die durch das Schlagen von Eiklar entsteht. Dieses besteht zu ca. 90 % aus Wasser und zu 10 % aus Proteinen. Diese verleihen dem Eiklar seine hohe Viskosität (Zähflüssigkeit) und ermöglichen so das Festhalten von eingebrachten Luftblasen. Eischnee wird häufig bei der Zubereitung von Gebäck benötigt, z. B. für Kokosmakronen und Baiser. Außerdem ist Eischnee eine unentbehrliche Zutat für alle Soufflés. In der Küche spielt Eischnee seit der Renaissance eine Rolle.

## Chemische Hintergründe
Die Eiklarproteine sind amphiphil, d. h., sie besitzen einen hydrophoben (wasserabstoßenden) bzw. lipophilen (fettliebenden) und einen hydrophilen (wasserliebenden) bzw. lipophoben (fettabstoßenden) Anteil, was ihnen eine grenzflächenaktive Eigenschaft gibt: Wenn beim Schlagen des Eiklars mit dem Schneebesen Luftblasen in die Flüssigkeit gebracht werden, lagern sich die Proteinmoleküle bevorzugt in der Grenzschicht zwischen Luft (hydrophob) und Wasser (hydrophil) an. Sie umgrenzen auf diese Weise die Luftbläschen und stabilisieren und verteilen sie so im Wasser des Eiklars.

## Aufschlagen von Eischnee
Das Schlagen des Eiklars bewirkt zum einen die Zufuhr von Luft zur Eischneemasse (Volumenvergrößerung) und zum anderen eine Modifikation (Denaturierung und Aggregation) der darin enthaltenen Proteine (Stabilisierung):

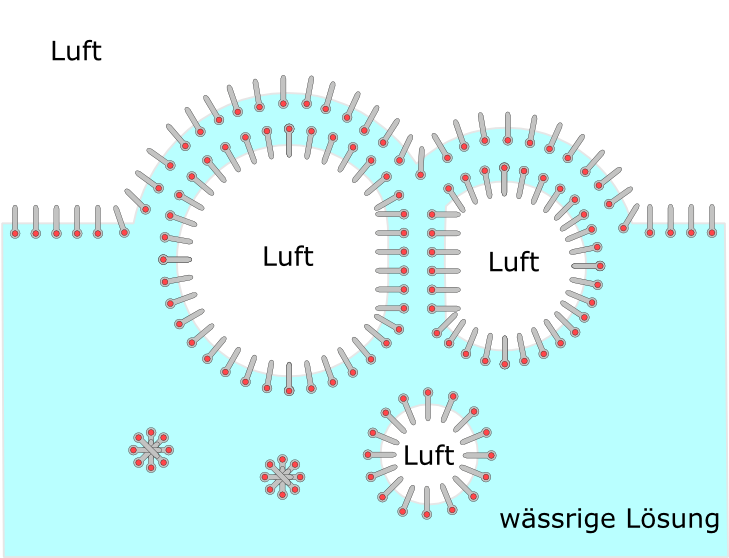
Bildung des Schaums durch eingebrachte Luft. Die roten Punkte symbolisieren den hydrophilen Anteil der Proteine.

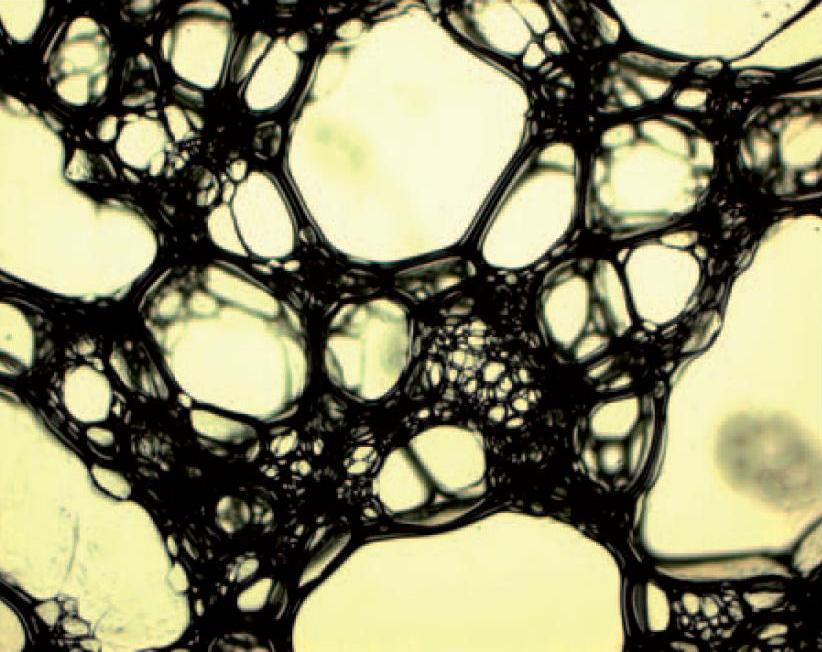
Eischnee (Mikroskopaufnahme)

### Volumenvergrößerung durch Schaumbildung
Durch das Schlagen des Eiklars wird der Masse Luft zugeführt, die zunächst große noch sehr instabile Blasen bildet. Je länger man den Eischnee aber schlägt, desto kleiner werden die darin enthaltenen Bläschen und desto stabiler wird er aufgrund des immer festeren Zusammenhalts zwischen den Blasen. Weitere Luft wird dann kaum noch zugeführt. 1 Volumen Eiklar ergibt etwa das 4,3-fache Volumen an Eischnee. In Fachkreisen wird zur Beschreibung der Quantität der Volumenvergrößerung der Begriff Overrun verwendet.

### Stabilisierung des Schaums
Durch das Schlagen werden die normalerweise globulären (d. h., die Proteinfäden sind kugelförmig wie in einem Wollknäuel aufgerollt) Proteine entrollt und die nicht kovalenten Bindungen aufgebrochen, wodurch die native Tertiärstruktur auseinandergezerrt wird und reaktive Gruppierungen frei werden, die neue Bindungen eingehen können. Auf diese Weise entstehen feste Bindungen zwischen benachbarten Proteinen, die entlang der Wasser/Luft-Grenzflächen ein zunehmend stabiles Netzwerk ausbilden.
Insbesondere Ovomucin bildet in den Flüssigkeitslamellen um die Luftbläschen einen Film unlöslichen Materials, der den Schaum stabilisiert. Auch die Globuline leisten einen wichtigen Beitrag durch Erhöhung der Viskosität und Erniedrigung der  Oberflächenspannung, was besonders zu Beginn des Aufschlagvorganges von Bedeutung ist. Die Aufschlageigenschaften von getrocknetem
Eiklar können durch Zusätze von Molkenproteinen, Casein und Rinderserumalbumin verbessert werden.
Eischnee ist fertig aufgeschlagen, wenn er fest am Schneebesen haften bleibt, auch wenn man diesen nach dem Herausnehmen aus der Schneemasse herumdreht. Für ein Soufflé muss er das Gewicht eines Eies (in der Schale!) tragen können. Schlägt man den Eischnee jedoch zu lange, dann riskiert man, dass er „perlt“, d. h., er beginnt sich irreversibel in einen festen und in einen flüssigen Teil zu trennen. Durch Zugabe von Zucker kann dieses Auftrennen verhindert werden, da Zucker hygroskopisch ist und so einen großen Teil des Wassers bindet.
Säuert man die geschlagene Eischneemasse mit etwas Zitronensaft, Essig oder Weinsteinpulver an, so wird sie fester, da die Säure die Vernetzung der Proteine stabilisiert.

## Randbedingungen für das Aufschlagen
Schon kleine Verunreinigungen mit Eigelb oder Fett können ein Steifwerden des Eischnees verhindern. Bestimmte Moleküle des Eigelbs, die Emulgatoren, stören durch Anlagerung an die Eiklarproteine deren Vernetzung. Ähnliches geschieht durch Fette, die sich an die lipophilen Proteinbestandteile anlagern. Aus diesem Grund empfiehlt es sich auch, zur Herstellung des Eischnees ausschließlich Metallschüsseln zu benutzen, da diese sich – im Gegensatz zu Plastikschüsseln – sehr leicht und rückstandslos von Fett- und Emulgatorspuren reinigen lassen.
Ist der Eischnee ausreichend steif geschlagen, kann man fett- und eigelbhaltige Zutaten bedenkenlos zugeben, ohne ein Zusammenfallen befürchten zu müssen, da das Proteinnetzwerk sich schon stabil ausgebildet hat. Allerdings ist dieses mechanisch sehr empfindlich, weshalb man weitere Zutaten sehr vorsichtig mit einem Küchenspachtel oder Rührlöffel und nicht mit einem Handrührgerät unterheben sollte. Ebenso empfindlich reagiert er auf die Weiterverarbeitung in der Mikrowelle.
Traditionell wird Eischnee händisch mit einem Schneebesen in der fast halbkugelförmigen Schneeschüssel aus Messingblech geschlagen, die dabei im Sitzen zwischen den Knien schräg gehalten wird. Das Gefäß weist zwei unterhalb des Randes angenietete Bügelgriffe auf, die seitlich abstehen und dann nach oben gebogen sind, um sie damit auf den Beinen ruhen zu lassen und mit der zweiten Hand gut kontrollieren zu können.

## Küchengeschichtliche Verwendung

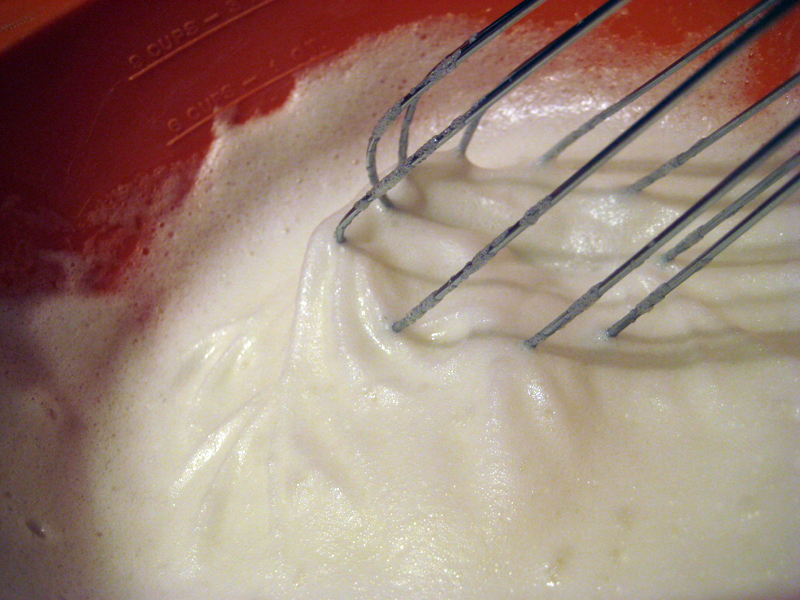
Der Aufschlag von Eiklar zu Eischnee war vor der Entwicklung des elektrischen Küchenmixers ein arbeitsintensiver Prozess

Die Entdeckung von Eischnee als Backtriebmittel ist eine Entwicklung der Renaissance-Küche Europas. Insoweit Kuchen und anderes Gebäck vor diesem Zeitraum überhaupt hergestellt wurden, wurde als Treibmittel Hefe verwendet, die dem Gebäck jedoch immer eine brotähnliche Textur und Geschmack nach Hefe verlieh. Neben der Entwicklung von durch Eischnee gelockerten Gebäck änderten sich auch die Süßspeisen, die serviert wurden: Syllabub, eine Mischung aus Eischnee, Wein und Sahne, gehörte zu den beliebtesten Nachspeisen des Elisabethanischen Zeitalters. Teil der elisabethanischen Bankette war auch die sogenannten „Teller voll Schnee“ („dishful of snow“), die aus Eischnee, Sahne, Zucker und Rosenwasser hergestellt wurden und die auf großen Platten aufgeschichtet wurden.
Die Nahrungshistorikerin Bee Wilson weist darauf hin, dass die kulinarische Weiterentwicklung durch die Verwendung von Eischnee nicht von einem technischen Durchbruch durch neue Küchenutensilien oder der Entwicklung neuer Techniken, wie dieser Eischnee erzielt werden solle, begleitet war. Der aus elastischen Drahtschlaufen bestehende Schneebesen kam erst gegen Ende des 18. Jahrhunderts auf und war anfangs noch nicht weit verbreitet. Bis weit in das 19. Jahrhundert wurde Eiklar mit Hilfe eines kleinen Bündels entrindeter Zweige (typischerweise Birkenzweige) oder sogar zusammengebundener Federn aufgeschlagen. Einzelne überlieferte Rezepte weisen darauf hin, dass durch Einbinden von Pfirsichzweigen oder schmalen Streifen von Zitronenschalen der Eischnee geschmacklich während des Aufschlagens verfeinert wurde. Alternative Werkzeugen waren der Quirl, Köche verwendeten aber auch Löffel oder Messer mit einer breiten Schneide. Als weitere Methode führt Wilson die von ihr als unappetitlich und besonders ineffizient bezeichnete Vorgehensweise auf, bei der Eiklar wiederholt mit einem Schwamm aufgesaugt und wieder ausgewrungen wurde.

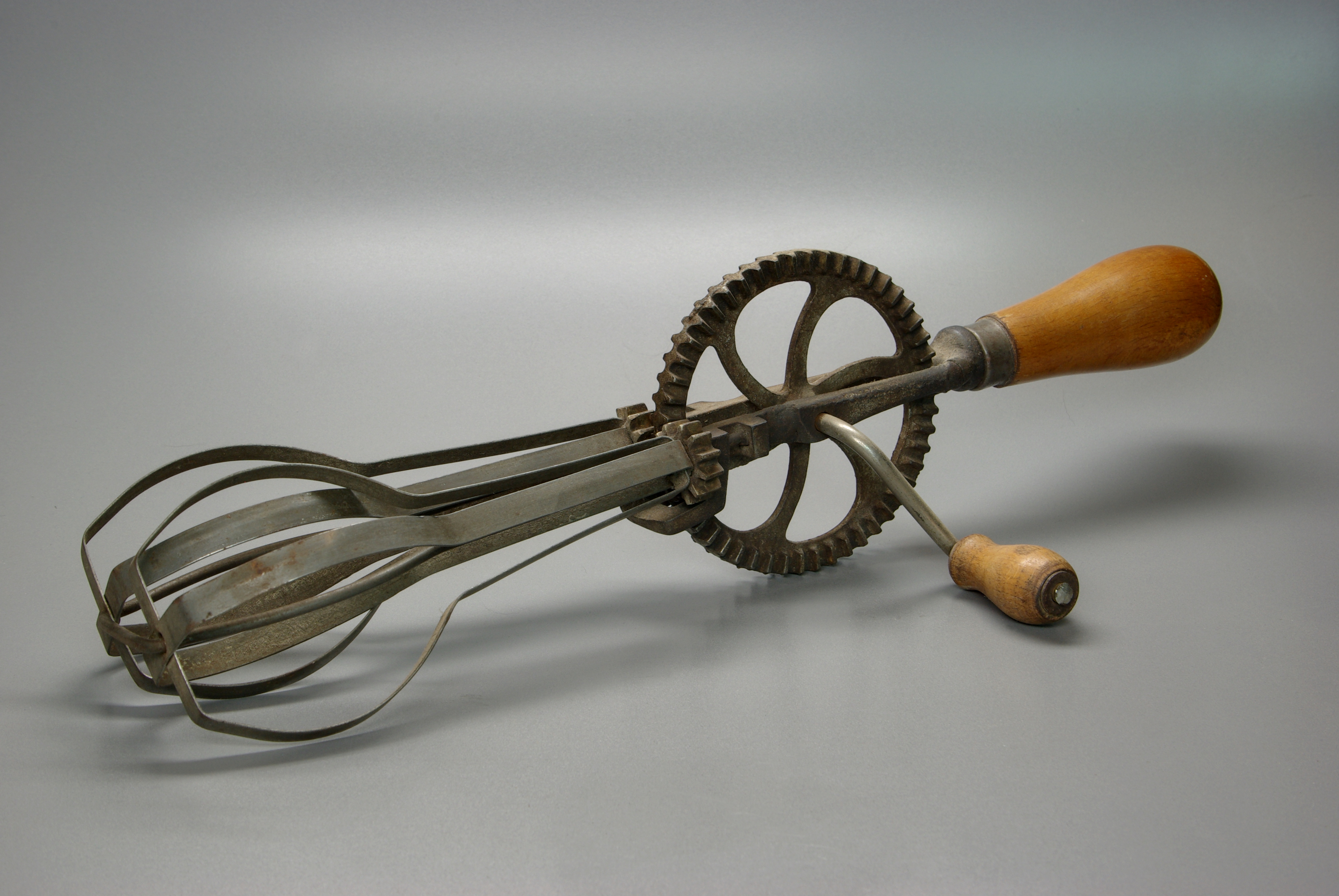
Mechanisch betriebener Handmixer

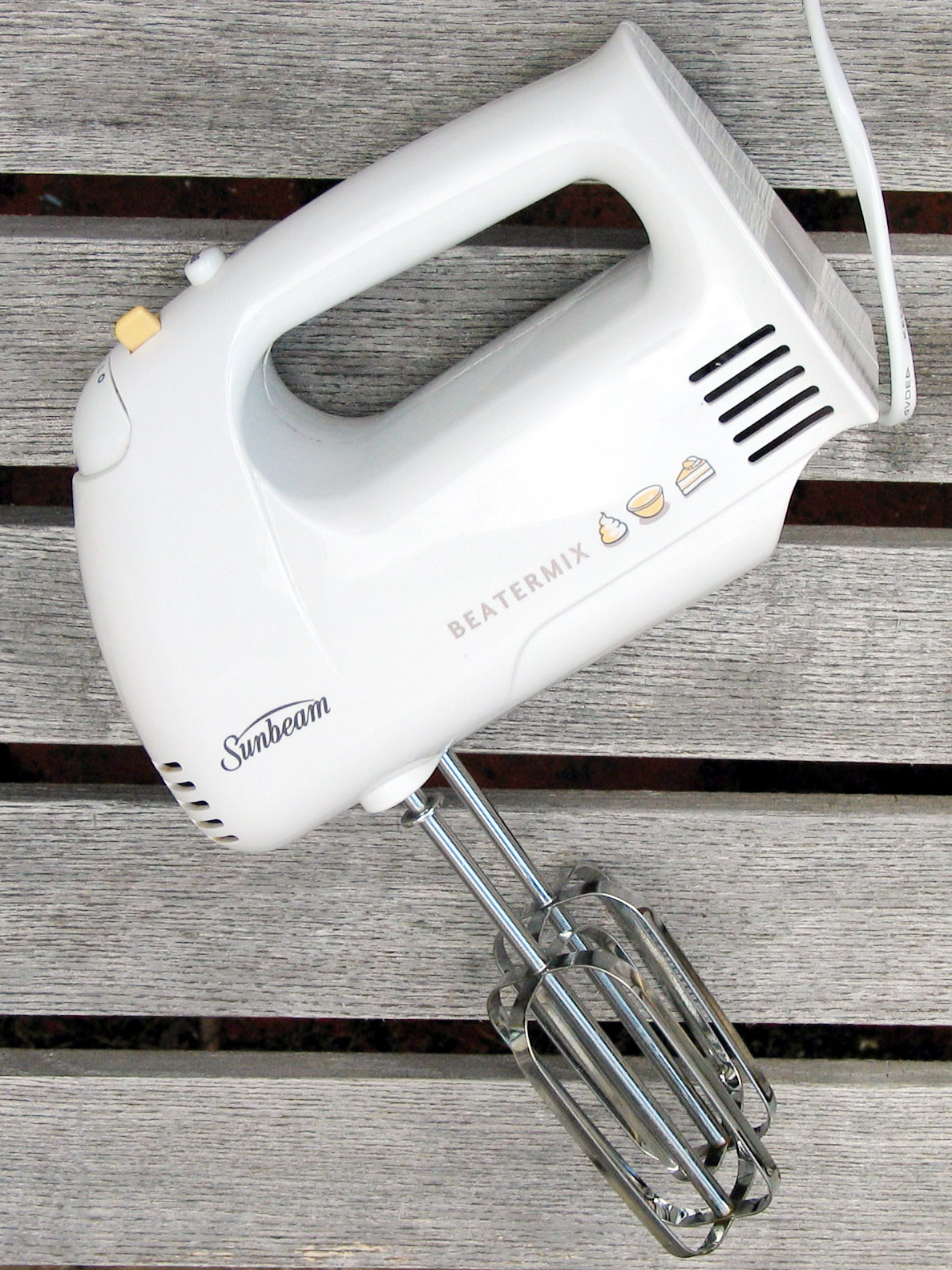
Elektrisches Handrührgerät – erst die Verbreitung dieses Gerätes beeinflusste nachhaltig den Arbeitsaufwand, der mit der Herstellung von Eischnee verbunden war.

Das Aufschlagen von Eiklar mit diesen Hilfsmitteln war immer ein sehr zeitintensiver Prozess: Rezeptangaben sprechen von einer halben Stunde Arbeit, um Eischnee für Pfannkuchen aufzuschlagen. Noch 1823 wies die Kochbuchautorin Mary Eaton darauf hin, dass für das Aufschlagen des Eischnees für einen großen Kuchen eine Arbeitsdauer von drei Stunden einzuplanen sei. Wilson ordnet Eischnee deshalb als eine Koch- und Backzutat ein, die über lange Zeit der gehobenen Küche vorbehalten war, weil sie darauf beruhte, dass es in einer Küche ausreichend Hilfskräfte gab, die Eiklar in einem physisch sehr anstrengenden Prozess manuell aufschlugen. Solange es einen Arbeitsmarkt gab, der es wohlhabenden Haushalten erlaubte, eine große Zahl an Dienstpersonal zu beschäftigen, gab es auch wenig Anlass, nach einer technischen Weiterentwicklung zu suchen. Dies änderte sich erst, als nach der Industriellen Revolution die Beschäftigung von Dienstboten zunehmend teurer wurde und gleichzeitig der technische Fortschritt in der Metallverarbeitung es möglich machte, preisgünstige Küchenwerkzeuge zu entwickeln, die den Arbeitsaufwand reduzierten. In den USA wurden zwischen 1856 und 1920 nicht weniger als 692 Patente für Handrührgeräte vergeben, mit denen Eischnee geschlagen werden konnte.
Als das erfolgreichste Patent unter diesen Erfindungen erwies sich der am 31. Mai 1870 patentierte „Williams' Egg Beater“ oder „Dover“, dessen Grundform von zwei dickbäuchigen Rührbesen, die mittels eines Handrades angetrieben werden, der Form der heute noch erhältlichen mechanisch zu betreibenden Handmixern entspricht. Diese technische Innovation ging einher mit einer Veränderung der Speisen, die auch in mittelständischen Haushalten hergestellt wurden; Apfelschnee, ein Nachtisch aus Apfelmus  und Eischnee, bei dem bei einer typischen Haushaltsgröße vier Eiklar aufgeschlagen werden mussten, bis sie schnittfest waren oder Gebäck wie den „Mont Blanc Cake“, der steifen Eischnee von sechs Eiklar verlangte. Auch Syllabubs und Baisers oder Desserts wie Charlotte und Trifle, bei denen auf Eischnee basierende Biskuitmassen verarbeitet wurden, fanden in dieser Zeit weite Verbreitung. Bee Wilson vertritt allerdings die Ansicht, dass die Anstrengung, die ein solches mechanisches Handrührgerät verlangt, nicht geringer sei als die Anstrengung, die mit dem gekonnten Aufschlagen von Eiklar durch einen Schneebesen einhergeht, dessen Drahtschlaufen radial in einem Handgriff zusammenlaufen. Erst das Aufkommen des elektrischen Handmixers, der in der ersten Hälfte des 20. Jahrhunderts entwickelt wurde, veränderte den damit verbundenen Arbeitsaufwand wirklich nachhaltig.